# اسلب سیتی (ویسکانسین)
اسلب سیتی (به انگلیسی: Slab City) یک منطقهٔ مسکونی در ایالات متحده آمریکا است که در شهرستان شاوانو، ویسکانسین واقع شده‌است. اسلب سیتی ۱۲۰ نفر جمعیت دارد و ۲۳۹ متر بالاتر از سطح دریا واقع شده‌است.